# A bölcsészet története
A bölcsészet története Domanovszky Endre 19. századi nagy terjedelmű filozófiatörténeti műve.

## Jellemzői
A Budapesten 1870 és 1890 között megjelent alkotás 4 kötetben tekinti át a filozófia történetét a kezdetektől a reneszánszig. A reneszánsz utáni korszakot nem dolgozta fel a szerző. A műnek fakszimile kiadása máig nincs, azonban a Magyar Elektronikus Könyvtár oldaláról 3 kötet elektronikus formában ingyenesen elérhető, ld. alább. 

## Kötetbeosztása
Az egyes kötetek a következők voltak:
| Kötetszám  | Kötetcím                                | Kiadási év | Oldalszám | Elektronikus elérés |
| ---------- | --------------------------------------- | ---------- | --------- | ------------------- |
| I. kötet   | Ó-kor                                   | 1870       | 374       |                     |
| II. kötet  | Az egyházi atyák kora                   | 1875       | 364       |                     |
| III. kötet | A scholastika kora                      | 1878       | 532       |                     |
| IV. kötet  | A renaissance kori bölcsészet története | 1890       | 492       |                     |